# La signora e i suoi mariti
La signora e i suoi mariti (What a Way to Go!) è un film del 1964, diretto da J. Lee Thompson, con protagonista Shirley MacLaine.

## Trama
Louisa May Foster è una giovane donna che va alla ricerca di un marito. Ogni volta che si sposa, lo sfortunato consorte, dopo essersi arricchito enormemente, muore in circostanze per di più ridicole. Louisa si trova così a diventare erede di un'immensa fortuna che aumenta di matrimonio in matrimonio ma che però la lascia senza amore...

## Produzione
Il cast, ricco di star del cinema di Hollywood, comprende anche Paul Newman, Robert Mitchum, Dean Martin, Gene Kelly, Dick Van Dyke e Robert Cummings. Vi appare anche Margaret Dumont, nota come spalla dei fratelli Marx, alla sua ultima interpretazione cinematografica. Gli abiti di scena di Shirley MacLaine furono realizzati dalla grande costumista statunitense Edith Head.